# Шеве, Шарль Франсуа
Шарль Франсуа Шеве (фр. Charles-François Chevé; 1 мая 1812, Париж — 17 апреля 1875) — французский публицист и историк.

## Биография
Участвовал в революции 1830 года во Франции, после чего бежал в Бельгию, а затем в польские земли. Происходил из протестантской семьи, но впоследствии принял католицизм. После возвращения на родину с 1839 года сотрудничал как журналист в ряде общественно-политических журналов, где писал статьи на политические и религиозные темы. С 1868 года был главным редактором издания Français.
В своём первом труде, «Демократическая программа, или Тезисы одной сложившейся организации радикальных демократов» (фр. Programme démocratique ou Résumé d’une organisation complète de la démocratie radicale; 1839), он старался примирить идеи католицизма с новейшими социалистическими идеями. В 1842 году опубликовал книгу «Царство Христово, или Католицизм и демократия» (фр. Le règne du Christ ou Catholicisme et démocratie). После революции 1848 года во Франции стал на некоторое время сторонником экономических идей Прудона, в том же году сотрудничал вместе с ним в «Voix du peuple» и принимал участие в споре между Прудоном и Фр. Бастиа о даровом кредите и народном банке. К 1850 году, дабы оставаться верным своим католическим взглядам, порвал с Прудоном и всеми школами, как-либо критиковавшими христианство, распрощавшись с прежними взглядами в таких работах, как «Социалистический катехизис» (фр. Catéchisme socialiste; 1850) и «Последнее слово социализма, написанное одним католиком» (фр. Le dernier mot du socialisme, par un catholique; 1848).
Оставив во второй половине жизни свои демократические взгляды и став сторонником католицизма во всех сферах, Шеве посвятил себя составлению религиозных справочников, от «Словаря благодеяний и красот христианства» (фр. Dictionnaire des bienfaits et beautés du christianisme; 1856) до «Энциклопедии пап … от Святого Петра до Пия IX» (фр. Dictionnaire des papes ou l’histoire complète de tous les souverains pontifes depuis saint Pierre jusqu’à Pie IX; 1857). Напечатал также ряд трудов по истории Польши, в том числе книги «Польша, её конституция и её история» (фр. La Pologne, sa constitution, son histoire; 1861) и «Всеобщая история Польши» (фр. Histoire complète de la Pologne; 1863—1864).